# Kościół św. Piotra w Malmö
Kościół św. Piotra w Malmö (szw. Sankt Petri kyrka, Malmö) – kościół parafialny szwedzkiego Kościoła ewangelicko-luterańskiego (Svenska kyrkan), należący do parafii Malmö Sankt Petri församling w Malmö.
Kościół położony jest w centrum miasta przy ul. Göran Olsgatan.
Kościół ma status zabytku sakralnego według rozdz. 4 Kulturminneslagen (pol. Prawo o pamiątkach kultury) ponieważ został wzniesiony do końca 1939 (3 §).

## Historia
Poprzednikiem obecnego kościoła św. Piotra był kościół romański, wymieniony w 1269. Znajdował się on prawdopodobnie w tym samym miejscu co obecny kościół.
Obecnie istniejący kościół św. Piotra został wzniesiony ok. 1300 jako trzynawowa, gotycka bazylika z transeptem i obejściem oraz systemem przypór i łęków przyporowych. Wzorem architektonicznym był tu ceglany kościół Mariacki w Lubece.
Budowa kościoła przebiegała etapami. Najwcześniej powstało prezbiterium z obejściem i wieńcem kaplic oraz dwa przęsła korpusu kościoła. Stary kościół romański stał cały czas; Rozbiórkę jego rozpoczęto w momencie wznoszenia południowego ramienia transeptu nowego kościoła.
Nowy kościół został po raz pierwszy wymieniony w dokumentach pisanych w 1346, gdy był już konsekrowany jako świątynia. Ołtarz główny został konsekrowany według tradycji w 1319. Kościół otrzymał wezwanie św. Apostołów Piotra i Pawła.
W latach 1840–1850 kościół przeszedł pod kierunkiem prof. Carla Georga Bruniusa z Lund drastyczną renowację, w trakcie której zniszczono niemal całe średniowieczne, drewniane wyposażenie. W 1852 wyburzono znajdującą się po południowej stronie zakrystię. W 1853 wyburzono biegnący wokół kościoła mur oraz znajdujące się w jego sąsiedztwie budynki. W 1891 dobudowano do kościoła obecną, wysoką wieżę, również wzorowaną na kościołach Lubeki; wieża ta zastąpiła wcześniejszą, wzniesioną ok. 1770.
W czasie kolejnej renowacji w latach 1904–1906 architekt kościelny Theodor Wåhlin usiłował przywrócić to wyposażenie, które uniknęło zniszczeń w czasie restauracji pół wieku wcześniej.